# Thysanoserolis orbicula
Thysanoserolis orbicula är en kräftdjursart som beskrevs av Bruce 2009. Thysanoserolis orbicula ingår i släktet Thysanoserolis och familjen Serolidae. Inga underarter finns listade i Catalogue of Life.